# Barranco de Valleseco
El Barranco de Valleseco es un barranco del macizo de Anaga situado al nordeste de la ciudad de Santa Cruz de Tenerife, en la cuenca hidrográfica o valle del mismo nombre, en la isla de Tenerife —Canarias, España—. 
Administrativamente queda enmarcado en el municipio de Santa Cruz de Tenerife y se encuentra protegido en casi todo su recorrido bajo el espacio del parque rural de Anaga.
Tiene su nacimiento en la zona montañosa conocida como El Brezal y desemboca en la Playa de Valleseco. Tiene una longitud de 5715 metros.
En su tramo final se localiza el barrio de Valleseco.

## Caminos
A lo largo del barranco baja el Sendero PR-TF 2, que une Taborno con el barrio de Valleseco, pasando por las elevaciones Cruz de Taborno y Pico del Inglés.
Desde este camino, que puede considerarse el principal medio de comunicación de la mayor parte del barranco, parten ramales que acceden a huertas, casas aisladas o caseríos, como La Fortaleza, Catalanes o las Casas de Los Berros.